# Maurice Letchford
Maurice Elvin Letchford (ur. 27 sierpnia 1908 w Pretorii, zm. 15 sierpnia 1965) – kanadyjski zapaśnik walczący w stylu wolnym. Brązowy medalista olimpijski z Amsterdamu 1928, w wadze półśredniej.

## Letnie Igrzyska Olimpijskie 1928
| Konkurencja      | Rundy eliminacyjne       | Rundy eliminacyjne     | Runda o brązowy medal | Runda o brązowy medal | Klas. końcowa |
| Konkurencja      | 1/4                      | 1/2                    | Przeciwnik I          | Przeciwnik II         | Miejsce       |
| ---------------- | ------------------------ | ---------------------- | --------------------- | --------------------- | ------------- |
| 72 kg styl wolny | Hyacinthe Roosen (BEL) Z | Lloyd Appleton (USA) P | Bob Cook (GBR) Z      | Jean Jourlin (FRA) Z  | 3.            |